# Тернали (Цхалтубский муниципалитет)
Тернали (груз. თერნალი) — село в Грузии, на территории Цхалтубского муниципалитета края (мхаре) Имеретия.

## География
Село находится в западной части Грузии, на левом берегу реки Цхалтубосцкали, на расстоянии приблизительно 1 километра (по прямой) к югу от города Цхалтубо, административного центра муниципалитета. Абсолютная высота — 93 метра над уровнем моря.

## Население
По результатам официальной переписи населения 2014 года, в Тернали проживало 774 человека (374 мужчина и 400 женщин). В национальной структуре населения грузины составляли 99,7 %, русские — 0,3 %.
| Год  | Население, человек |
| ---- | ------------------ |
| 2002 | 1011               |
| 2014 | ↘ 774              |